# Sint-Niklaaskerk (Drogenbos)
De Sint-Niklaaskerk is een kerk in het Belgisch dorp Drogenbos. De parochiekerk is opgetrokken in de stijl van de Brabantse gotiek. Het is een kruiskerk met een lage vieringtoren en een driebeukig schip. Het kruis op de toren is afkomstig van de kapel van het kasteel van Beersel. De kerk is beschermd als monument sinds 1938 en in 1945 werd de kerk met het omliggend kerkhof beschermd als landschap.

## Geschiedenis

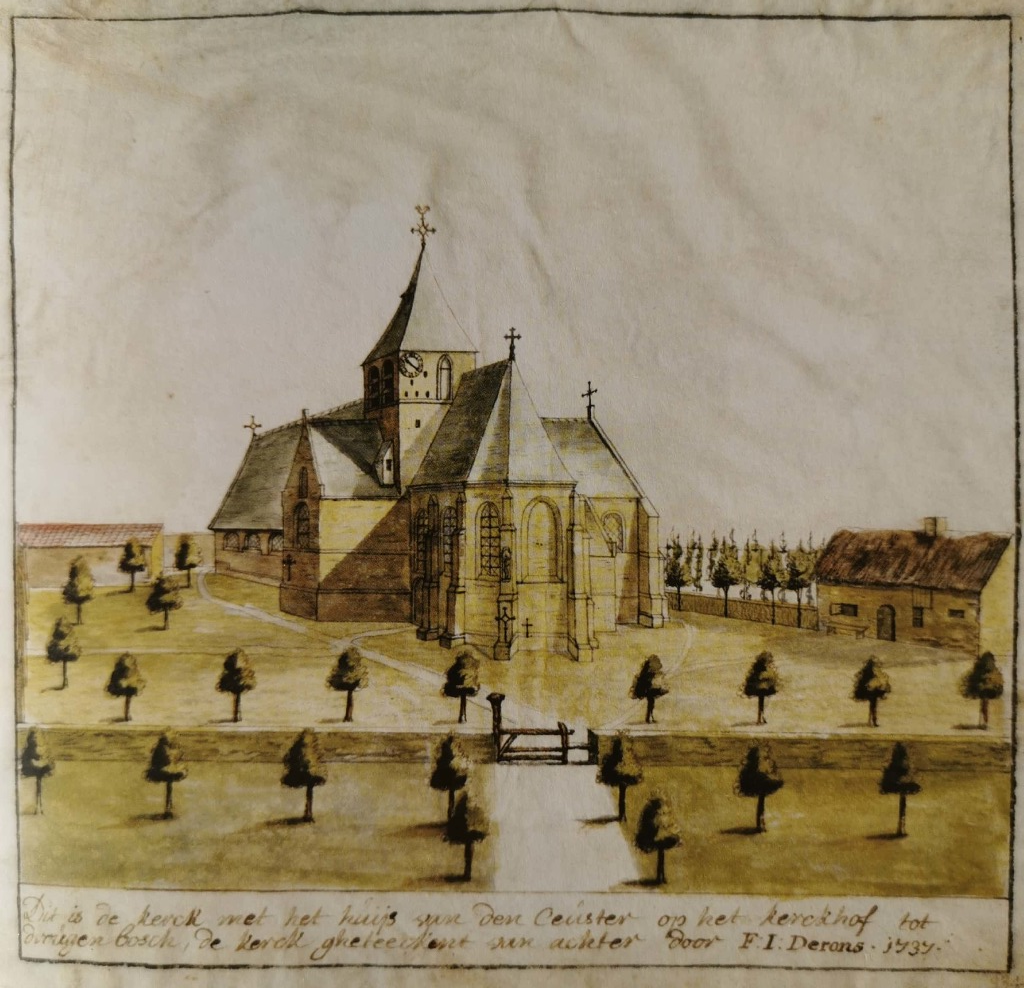
Tekening van Derons, 1737

Parochiaal was Drogenbos van oudsher afhankelijk van Ukkel. Halverwege de 14de eeuw werd de kerk opgetrokken. Het schip en de noordelijke sacristie werden in de 15de eeuw gebouwd. De volgende eeuwen werd de kerk nog meermaals aangepast en uitgebreid. In 1805 kreeg het dorp een eigen pastoor en in 1825 werd Drogenbos een afzonderlijke parochie. Verschillende eerdere aanpassingen werden bij restauraties na 1855 weer hersteld. Ook werd daarbij de hoofdingang in het westportaal dichtgemaakt en creëerde men een nieuwe zijingang aan de noordkant. In de 20ste eeuw werd de kerk weer meermaals aangepast en gerestaureerd en bij werken in de jaren 60 werd de westelijke hoofdingang weer open gemaakt. In de jaren 50 werd het omliggende kerkhof buiten gebruik genomen en uiteindelijk definitief opgeheven en ontruimd.

## Interieur
In de kerk staan 15de- en 16de-eeuwse laatgotische beelden. De arduinen doopvont dateert uit 1558 en de kerk heeft een stenen wijwatervat uit de 15de eeuw. Het meubilair is overwegende neogotisch uit het midden van de 19de eeuw. In de kerk bevindt zicht het schilderij "Christus aan het Kruis" van Felix De Boeck van omstreeks 1960.